# Pieve di Santa Reparata a Pimonte
La pieve di Santa Reparata a Pimonte si trova nel comune di Barberino di Mugello. La sua denominazione, "Pimonte", significa che è situata ai piedi del monte.

## Storia e descrizione
La pieve risale all'anno 1392; alla fine del Trecento fu affidata al patronato della famiglia Giugni dal papa Sisto IV.
Questa famiglia provvide al restauro, fece costruire nelle pareti laterali due finestrine oblunghe con cornici di pietrame e fece apporre il proprio stemma sulla facciata a capanna, il cui portale in pietra è sovrapposto da un piccolo rosone con vetrata.
Nella Chiesa si trova un altare in pietra fatto costruire dal pievano Olivo Ulivi nel 1769, un fonte battesimale in pietra, attribuito a Neri di Bicci, del XV secolo. Il campanile, a forma di torre ha tre campane. Sulla destra della pieve si trova la canonica.
Nel Museo d'arte sacra e religiosità popolare Beato Angelico a Vicchio di Mugello è conservato un dipinto di Neri di Bicci eseguito per l'altare maggiore di questa pieve fra il 1475 e il 1490 e raffigurante la Vergine in trono col Bambino e i Santi Giovanni Battista e Reparata, Bartolomeo e Antonio Abate, Caterina e Domenico.